# Aldeia de Paio Pires
Aldeia de Paio Pires is een plaats (freguesia) in de Portugese gemeente Seixal en telt 10.937 inwoners (2001).